# 安布羅哈山
13°46′0″S 70°58′54″W / 13.76667°S 70.98167°W
安布羅哈山（Yayamari），是秘魯的山峰，位於該國東南部庫斯科大區，處於西維納科查湖東北面，屬於安第斯山脈中維爾卡潘帕山脈的一部分，海拔高度6,049米。